# Crazy for You (musical)
Crazy For You – musical stworzony w 1990 w oparciu o muzykę George’a Gershwina. Polska prapremiera miała miejsce w styczniu 1999 w Teatrze Muzycznym Roma w Warszawie w reżyserii Wojciecha Kępczyńskiego, choreografii Janusza Józefowicza i pod kierownictwem muzycznym Macieja Pawłowskiego.

## Obsada

### Główne postacie
- Barbara Melzer jako Polly Baker
- Joanna Węgrzynowska jako Polly Baker
- Dariusz Kordek jako Bobby Child
- Janusz Józefowicz jako Bobby Child
- Krystyna Tkacz jako Lottie Child
- Krystyna Starościk jako Lottie Child
- Justyna Sieńczyłło jako Irena Roth
- Jolanta Mrotkówna jako Irena Roth / Tess
- Wojciech Wysocki jako Bela Zangler
- Julian Mere jako Bela Zangler
- Tomasz Stockinger jako Bela Zangler
- Agnieszka Różańska jako Tess
- Tomasz Borowski jako Everett Baker
- Jan Mayzel jako Everett Baker
- Sławomir Orzechowski jako Lank Hawkins
- Andrzej Słabiak jako Lank Hawkins
- Emilian Kamiński jako Lank Hawkins
- Monika Stasiak jako Patricia Fodor
- Małgorzata Duda jako Patricia Fodor
- Grzegorz Pierczyński jako Eugenie Fodor Perkins
- Krzysztof Cybiński jako Eugenie Fodor Perkins

### Dziewczyny Rewii Zanglera
- Patsy – Agnieszka Brańska / Magda Gruziel / Patrycja Bachora / Agnieszka Hekiert
- Mitzi – Katarzyna Łaska / Agnieszka Maliszewska
- Sheila – Agnieszka Jaroszyńska / Agnieszka Pawłowska
- Susie – Olga Geryszewska / Joanna Wiśniewska
- Louise – Monika Kaszewska / Beata Kulik
- Betsy – Oliwia Kukułka / Anna Głuchowska
- Margie – Kasia Olszko / Magda Guzek
- Vera – Monika Połom / Natasza Bianga
- Elaine – Anna Popowicz / Małgorzata Dzbuk
- Mary – Lidia Kucharczyk / Dorota Krupska-Narloch

### Mistrzowie Rytmów Deadrock
- Pete – Krzysztof Cybiński
- Mingo – Jan Bzdawka
- Sam – Jarek Janikowski / Roman Zbieniewski
- Billy – Dariusz Lewandowski / Roman Zbieniewski
- Custus – Grzegorz Pierczyński / Mariusz Karpiński
- Moose – Jacek Szmydyngier / Tomasz Narloch
- Wyatt – Krzysztof Adamski / Michał Wołk-Karaczewski
- Bud – Michał Chamera / Tomasz Szostek
- Jimmy – Paweł Strymiński
- Harry – Bartosz Figurski
- David – Sebastian Gonciarz
- kontrabas – Jerzy Kaluszkiewicz

### Zespół wokalny "Five Lines"
- Ewa Wlazłowska
- Marzena Ajzert-Lauks
- Agata Warda
- Agnieszka Piotrowska
- Katarzyna Warno
- Piotr Hajduk
- Krzysztof Pietrzak
- Piotr Gogol

## Akty i sceny
| Akt I - Scena 1 Kulisy teatru Zanglera tuż przed finałem przedstawienia. - Scena 2 Ulica przed teatrem Zanglera, 5 minut później - Scena 3 Główna ulica Deadrock w Nevadzie. - Scena 4 Wnętrze baru Lanka. - Scena 5 Główna ulica Deadrock, pustynia, zapada zmierzch. - Scena 6 Scena teatru Gaiety w Deadrock. - Scena 7 Główna ulica Deadrock, ranek 3 dni później. - Scena 8 Hol i scena teatru Gaiety. - Scena 9 Kulisy teatru Gaiety, sobotni wieczór, ok. godz. 19. - Scena 10 Główna ulica Deadrock, j.w. | Akt II - Scena 1 Wnętrze baru Lanka, sobotni wieczór, 15 minut później. - Scena 2 Wnętrze baru Lanka, przedpołudnie następnego dnia ok. godz. 10. - Scena 3 Scena teatru Gaiety, 10 minut później. - Scena 4 Ulica przed teatrem Zanglera w Nowym Jorku, 6 tygodni później. - Scena 5 Główna ulica Deadrock, 3 dni później. Widok na całą scenę ze schodami i żywym obrazem utworzonym przez tancerki. |